# 羅克布蘭奇 (喬治亞州)
羅克布蘭奇（英語：Rock Branch）是位於美國喬治亞州艾伯特縣的一個非建制地區。該地的面積和人口皆未知。

## 地理
羅克布蘭奇的座標為34°14′23″N 82°47′59″W / 34.23972°N 82.79972°W，而該地的平均海拔高度為206米（即676英尺）。